# Oleg Goncharenko
Oleg Georgiyevich Goncharenko (en russe Олег Георгиевич Гончаренко), né le 18 août 1931 à Kharkiv et décédé le 16 décembre 1986, était un patineur de vitesse soviétique.

## Carrière
Boris Shilkov débute au niveau international en 1953 et devient le premier champion du monde soviétique toutes épreuves cette année à Helsinki, il ajoute deux autres titres en 1956 et 1958. Aux Jeux olympiques d'hiver de 1956 organisés à Cortina d'Ampezzo en Italie, il est médaillé de bronze sur 5 000 mètres et sur 10 000 mètres.

## Distinctions
Il a été désigné porte-drapeau de la délégation soviétique pour la cérémonie d'ouverture des Jeux olympiques de 1956, il a également reçu l'Ordre de Lénine.

## Palmarès
| Compétition                           | Or               | Argent                 | Bronze                         |
| Jeux olympiques                       |                  |                        | 1956 (5 000 m) 1956 (10 000 m) |
| Championnats du monde toutes épreuves | 1953, 1956, 1958 | 1954, 1955             |                                |
| Championnats d'Europe toutes épreuves | 1957, 1958       | 1955                   |                                |
| Championnats de URSS toutes épreuves  | 1956, 1958       | 1953, 1954, 1957, 1960 |                                |

## Records personnels
| Distance      | Temps         | Année |
| ------------- | ------------- | ----- |
| 500 mètres    | 42 s 2        | 1960  |
| 1 500 mètres  | 2 min 11 s 6  | 1960  |
| 5 000 mètres  | 7 min 55 s 7  | 1956  |
| 10 000 mètres | 16 min 36 s 4 | 1956  |